# Du Juan
Du Juan 杜鵑S (Shanghai, 15 settembre 1982) è una modella cinese.

## Carriera
Incoronata Miss Cina nel 2003, Du Juan debutta nel mondo della moda, siflando nella primavera 2006 per Valentino e Jean-Paul Gaultier. Nell'autunno dello stesso anno, il sito Style.com, il sito della rivista Vogue ed il periodico W, la nominano come una delle più promettenti modelle da "tenere d'occhio". Nello stesso periodo Du Juan viene scelta come testimonial per Louis Vuitton, Gap, Roberto Cavalli ed Yves Saint-Laurent. In seguito lavorerà anche con Giorgio Armani, David Yurman e la catena di abbigliamento svedese H&M.
La modella ha diviso la copertina di Vogue Francia con Gemma Ward nel 2005, comparendo anche sul primo numero di Vogue Cina. È inoltre comparsa sulla copertina della rivista Time Style&Design insieme alla collega Coco Rocha, ed è una delle modelle scelte per il calendario Pirelli 2008, realizzato nella sua città natale, Shanghai.

## Agenzie
- Red House Media model management - Cina
- IMG Models - New York, Parigi, Milano
- PT - Taiwan